# Munfordville
La ville de Munfordville est le siège du comté de Hart, dans le Commonwealth du Kentucky, aux États-Unis. Sa population s’élevait à 1 615 habitants lors du recensement de 2010, estimée à 1 653 habitants en 2016.

## Histoire
La localité s’est d’abord appelée Big Buffalo Crossing. Le nom actuel provient de Richard Jones Munford, qui a fait don d’une parcelle de terrain pour établir le siège du comté en 1816. Munfordville a été incorporée en 1858.